# Seminário da Conceição (Cuiabá)
O Seminário Nossa Senhora da Conceição é um bem tombado no município de Cuiabá, no Mato Grosso. Ele fica localizado no Morro do Bom Despacho, ao lado da Igreja de Nossa Senhora do Bom Despacho.
O edifício foi idealizado pelo bispo Dom José Antônio dos Reis, sua arquitetura envolve paredes à base de adobe, vigas de aroeira e divisórias em pau a pique. Sua construção começou em 1858, sendo concluída em 1882 por Dom Carlos Luís d'Amour.
Diferentes tipos de atividades foram exercidas no local, ao longo dos anos. Hospedou a Escola Normal do Estado, durante a epidemia de varíola, em 1867, funcionou como enfermaria. Também foi Quartel General na disputa deflagrada entre diferentes partidos políticos em 1906. Durante 34 anos, foi residência de Dom Aquino de Francisco Correia, segundo Arcebispo de Cuiabá, e durante sua administração o imóvel recebeu o Instituto Histórico e Centro de Letras. Do mesmo modo, o imóvel serviu como matriz da rádio Difusora Bom Jesus e também do jornal A Cruz.
Em 1957, foi instalado o Museu de Dom Aquino no quarto onde ele passou a vida. Restaram ali seu dormitório, objetos pessoais e a sala onde funcionou o jornal A Cruz. Em 1964, a atividade religiosa do Seminário foi deslocada para o Seminário Cristo Rei, em Várzea Grande. Em 1977, através da Fundação Cultural de Mato Grosso, foi realizado o tombamento do histórico monumento como Patrimônio Estadual.
Já em 1980, foi instaurado da edificação o Museu de Arte Sacra de Cuiabá.